# オーバーウルゼル (タウヌス)

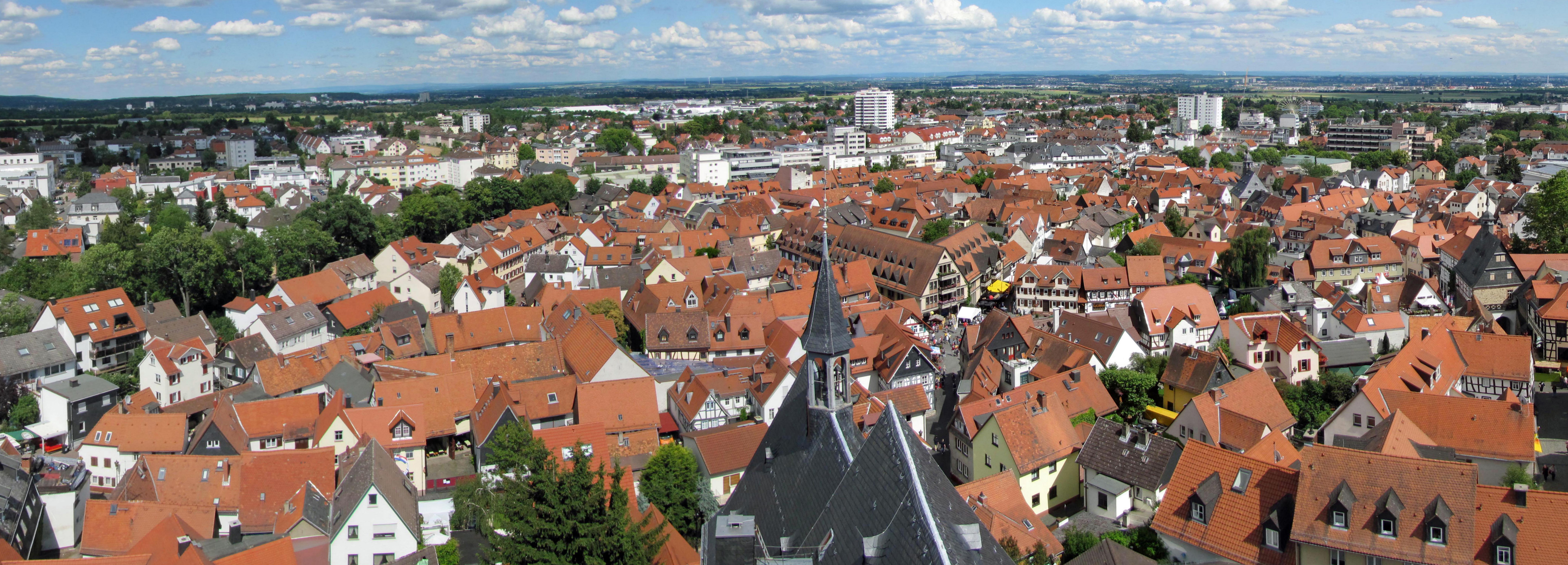
オーバーウルゼル旧市街のパノラマ

オーバーウルゼル (タウヌス)（ドイツ語: Oberursel (Taunus), [oːbɐˈʔʊʁzl̩]）は、ドイツ連邦共和国ヘッセン州ダルムシュタット行政管区に属すホーホタウヌス郡の市である。本市の人口は約46,000人であり、同郡で2番目に大きな街であり、ヘッセン州では13番目に大きな街である。本市はフランクフルト・アム・マインと直接境を接している。
オーバーウルゼルは、隣接するケーニヒシュタイン・イム・タウヌス、クローンベルク・イム・タウヌス、バート・ホムブルク・フォア・デア・ヘーエと同様に、人気の比較的高価な住宅地である。さらにオーバーウルゼル市の2013年の購買力インデックスは、ドイツ全土の平均値 (100%) を超える 143 % であった。

## 地理

### 市域の広がりと位置
オーバーウルゼル市の南北の最大幅は 7.2 km、東西のそれは 13.0 km である。

### 高度
- クレブスミューレ（ヴァイスキルヒェン）: 海抜 138 m
- 市庁舎: 海抜 198 m
- ホーエマルク: 海抜 300 m
- タウヌスの最高地点: 海抜 820 m

### 隣接する市町村
オーバーウルゼルは、北西はシュミッテン、北東はバート・ホムブルク・フォア・デア・ヘーエ、南東はフランクフルト・アム・マイン、南はシュタインバッハ (タウヌス)、南西はクローンベルク・イム・タウヌスおよびケーニヒシュタイン・イム・タウヌスと境を接している。

### 市の構成
オーバーウルゼルは、中核市区であるオーバーウルゼルのほかに、ボンメルスハイム（人口約5,000人）、オーバーシュテッテン（6,421人）、シュティールシュタット（5,162人）、ヴァイスキルヒェン（4,668人）で構成されている。
ボンメルスハイムは早くも1929年に合併した。その他の市区は1972年の市町村再編に伴ってオーバーウルゼル市に合併した。

### 気候
タウヌス山地の斜面が北西から来る雨雲の多くを市境直前でくい止めるため、オーバーウルゼルの天候は、この地域に出される予報よりもおおむねやや良い天気となる。太陽を囲む雲がオーバーウルゼルにだけかからない状態の雲の穴を「オルシェラー・ゾンネンロッホ」（オルシェルの太陽の穴）と呼ぶ。オーバーウルゼルの市域は、ハイルクリマパルク・ホーホタウヌスの登り口にあたる。

## 歴史
ロルシュ文書に含まれる791年4月26日のロルシュ修道院への寄進状に Ursella 村が初めて記録されている。Suicger という名前の男が修道院に 60モルゲンの土地、1人の下男と Ursella と Steorstat（シュティールシュタット）の2つの農園を寄進したという内容である。880年には monasterium ad ursellam（Ursellaの修道院）として教会が記述されており、1317年には市場での取引が記録されている。1444年にこの街に都市権が授けられた。その2年後に都市防衛施設が完成した。この街は15世紀に急速に発展したため、1481年に市壁が東に向かって拡張された。1520年代に教会の近くにラテン語学校が開校したが、その遺構は現存していない。

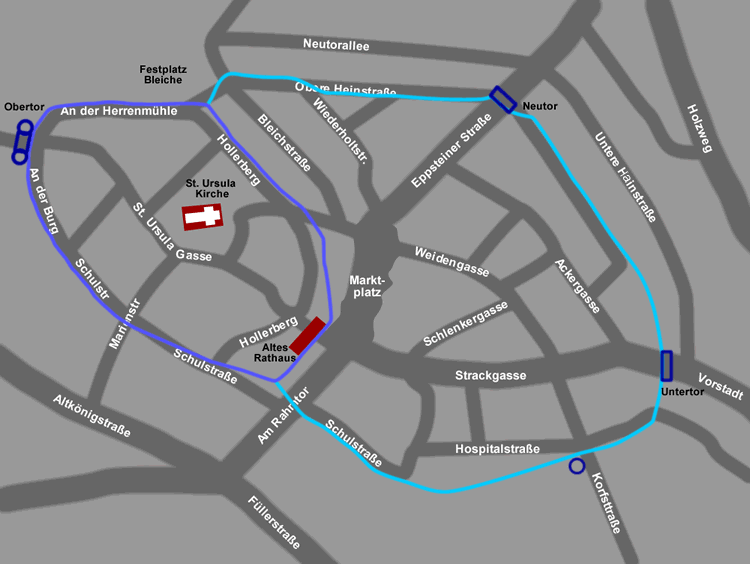
ウルゼルの市壁配置図

1535年にオーバーウルゼルは、シュトルベルク伯ルートヴィヒの統治下に置かれ、プロテスタントの街となった。1557年に出版社ニコラウス・ヘンリクスが設立された。1581年にケーニヒシュタイン伯領全域がマインツ選帝侯領となり、対抗宗教改革で街は再びカトリック化された。この街の特に重要な産業は、中世後期から近世初期にかけては織布産業であった。

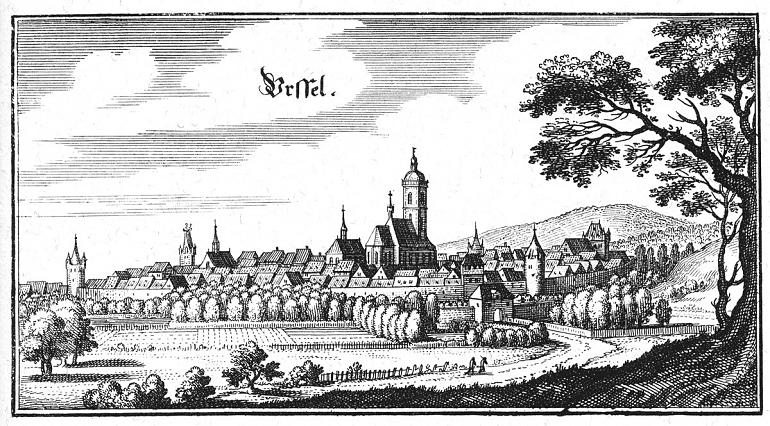
1646年のマテウス・メーリアンの銅版画に描かれたオーバーウルゼル

この街は、三十年戦争で1622年と1645年の2回破壊され、人口は1,600人から600人にまで減少した。1645年にはほぼすべての建物が焼失し、旧市庁舎、パン焼き小屋、マルクト広場近くの民家の3棟だけが焼け残った。このため、現在オーバーウルゼルの旧市街に建つ最も古い建物は17世紀のものである。隣接していたミッテルウルゼルは完全に衰退した。その後、ウルゼルバッハ川の谷では大きな水車が稼働するようになり、製紙用水車や製鉄・製銅用の水車も造られた。
1803年/1806年に、マインツ選帝侯領の世俗化に伴ってオーバーウルゼルはナッサウ公国領となった。本市はプロテスタントの領主の領邦に編入されたにもかかわらずカトリックのまま存続した。1866年にオーバーウルゼルはプロイセン王国領となった。
1858年の綿糸紡績工場の建設によりオーバーウルゼルに工業化の波が押し寄せた。オーバーウルゼルは、1860年にバート・ホムブルク・フォア・デア・ヘーエとフランクフルトとを結ぶ鉄道に接続した。1899年にはさらにホーエマルクへのローカル鉄道（現在のフランクフルトUバーン U3号線）が開通した。

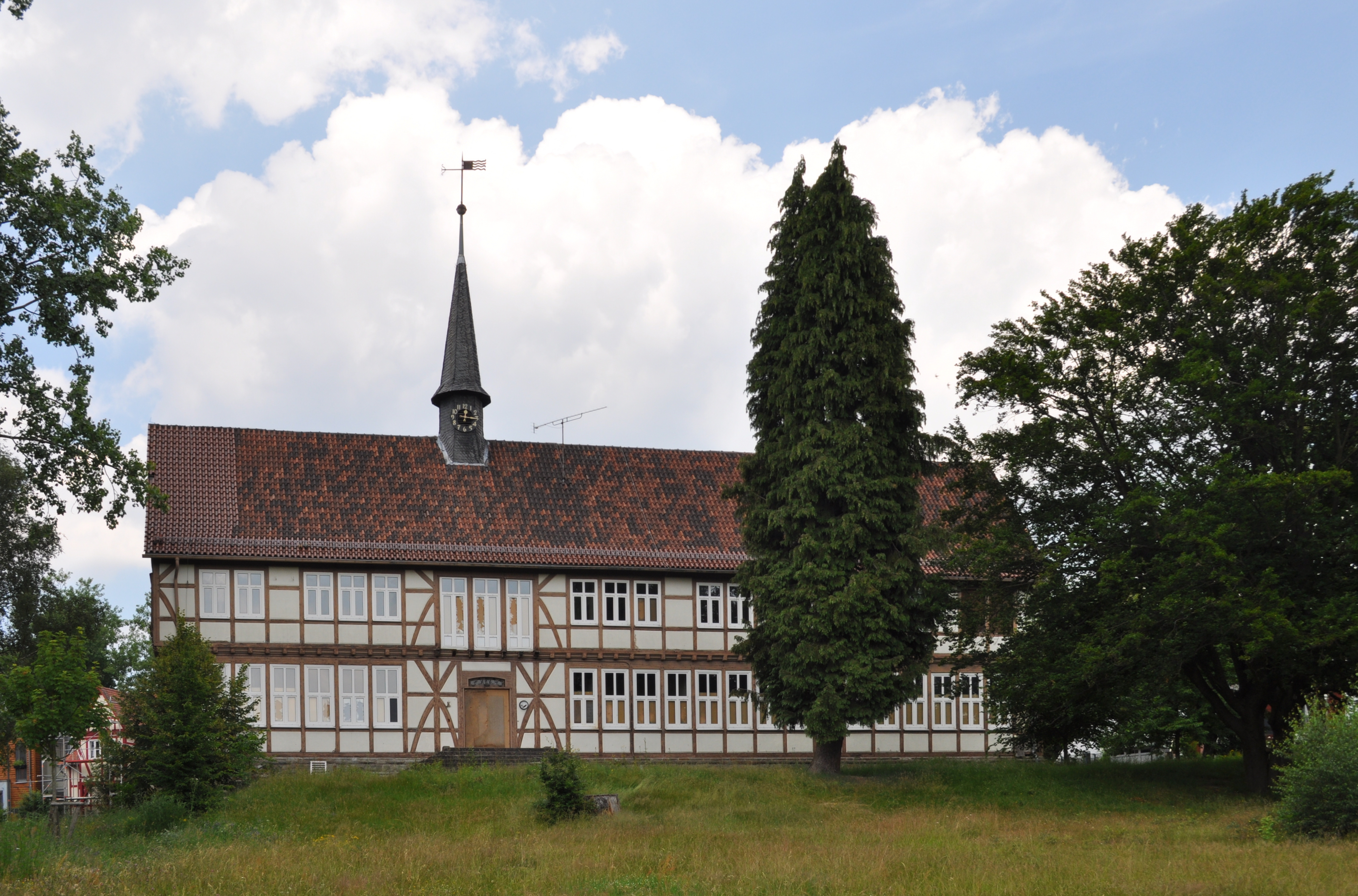
旧ドゥラーク・ルフト本館

第二次世界大戦中、市北部の敷地に「ドゥラーク・ルフト」と呼ばれる空軍の通過収容所が設けられた。撃墜されたアメリカ軍およびイギリス軍の飛行機乗組員はすべて、ここでドイツ空軍の専門家による尋問を受けた。1945年3月30日、オーバーウルゼルはアメリカ軍第3軍によって占領された。アメリカ軍政府はドゥラークの敷地を接収し、そこにあった建物をキャンプ・キングとして転用した。ホーエマルク通りの、いわゆる「ハウス・アラスカ」にラインハルト・ゲーレンを初めとする高位の国家社会主義者やルドルフ＝クリストフ・フォン・ゲルスドルフなどのヒトラー暗殺者が収容され、尋問された。「キャンプ・キング」は1990年代までドイツに駐留するアメリカ軍の重要な足場の一つであった。現在は住宅地となっている。
2011年6月10日から19日までオーバーウルゼル市は第51回ヘッセンの日の開催地となった。

### 市町村合併
ボンメルスハイムは、自前の泉からでは飲料水が不十分であることから、長年にわたってオーバーウルゼルと合併に関して交渉していた。この合併は1929年10月1日に達成された 。1972年4月1日のヘッセン州の地域再編の際にオーバーシュテッテン、シュティールシュタット、ヴァイスキルヒェンがオーバーウルゼル市に合併した。
これらの旧3町村は、基本条例に基づき地区議会と地区長を有する行政地区が設けられている、行政地区の境界はかつての町村境が用いられている。ボンメルスハイムには、行政地区は設けられていない。その替わりにオーバーウルゼルは、ボンメルスハイム地区の問題のための委員会を設けている。

## 住民

### 宗教
オーバーウルゼルの市域はかつてローマ＝カトリックの土地であった。初期教会は880年からすでに文献に記述が遺されている。カトリックの聖ウルズラ教会は15世紀半ばから16世紀初めに建設された。その後、三十年戦争で2度破壊され、再建された。カトリック教会のほかに、数多くの教会組織を含む福音主義合同教会がある。さらに独立福音派＝ルター派教会のヘッセン南部教会管区に属す福音主義ルター派聖ヨハネス教会組織も存在している。この教会で日曜日に行われる盛会ミサはオーバーウルゼルで類例のないものである。この教会のすぐ隣にオーバーウルゼル・ルーター派神学大学がある。独立福音派＝ルター派教会の牧師たちは、ここで福音主義神学の学問を修得する。

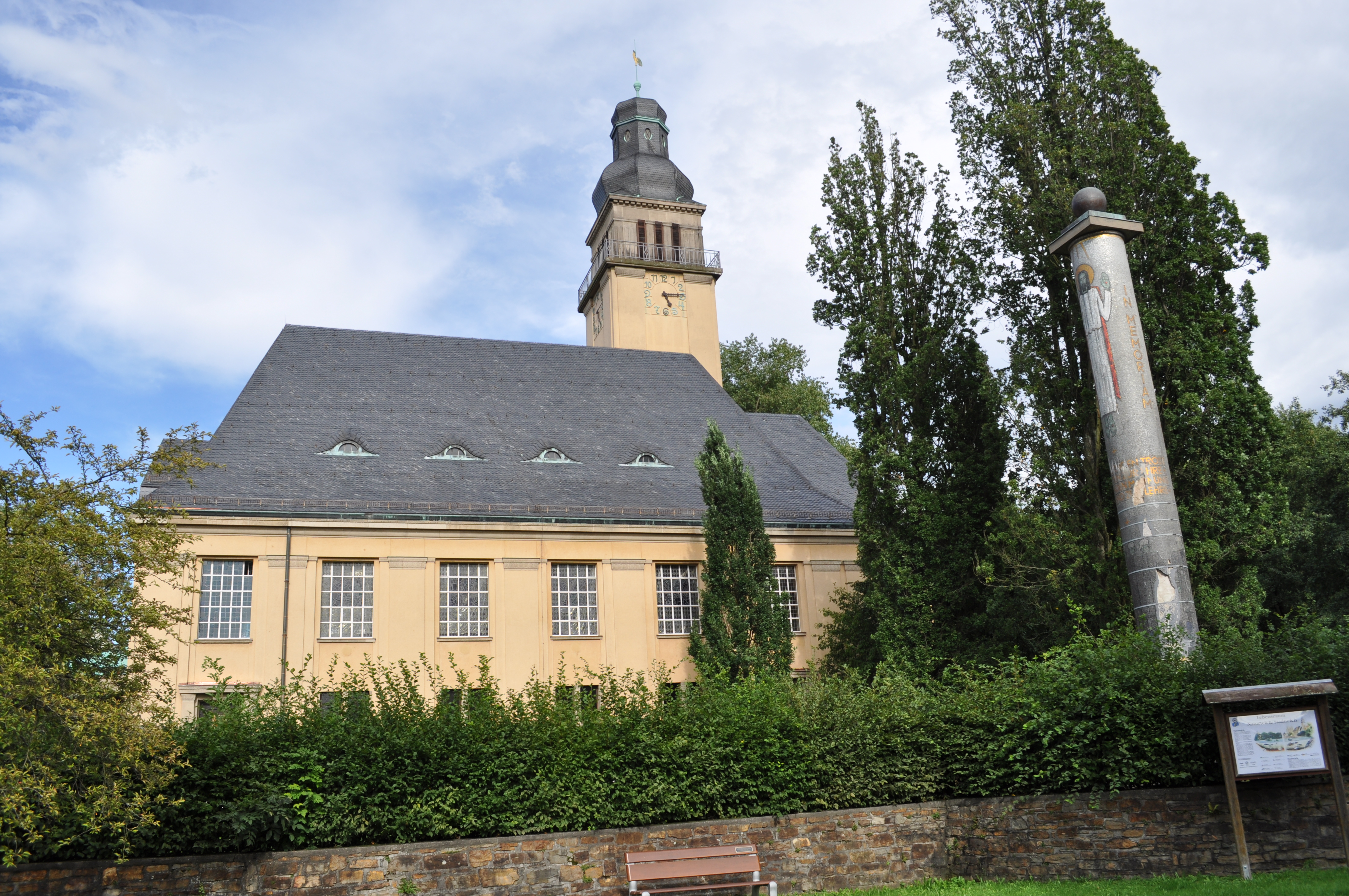
聖クリストゥス教会

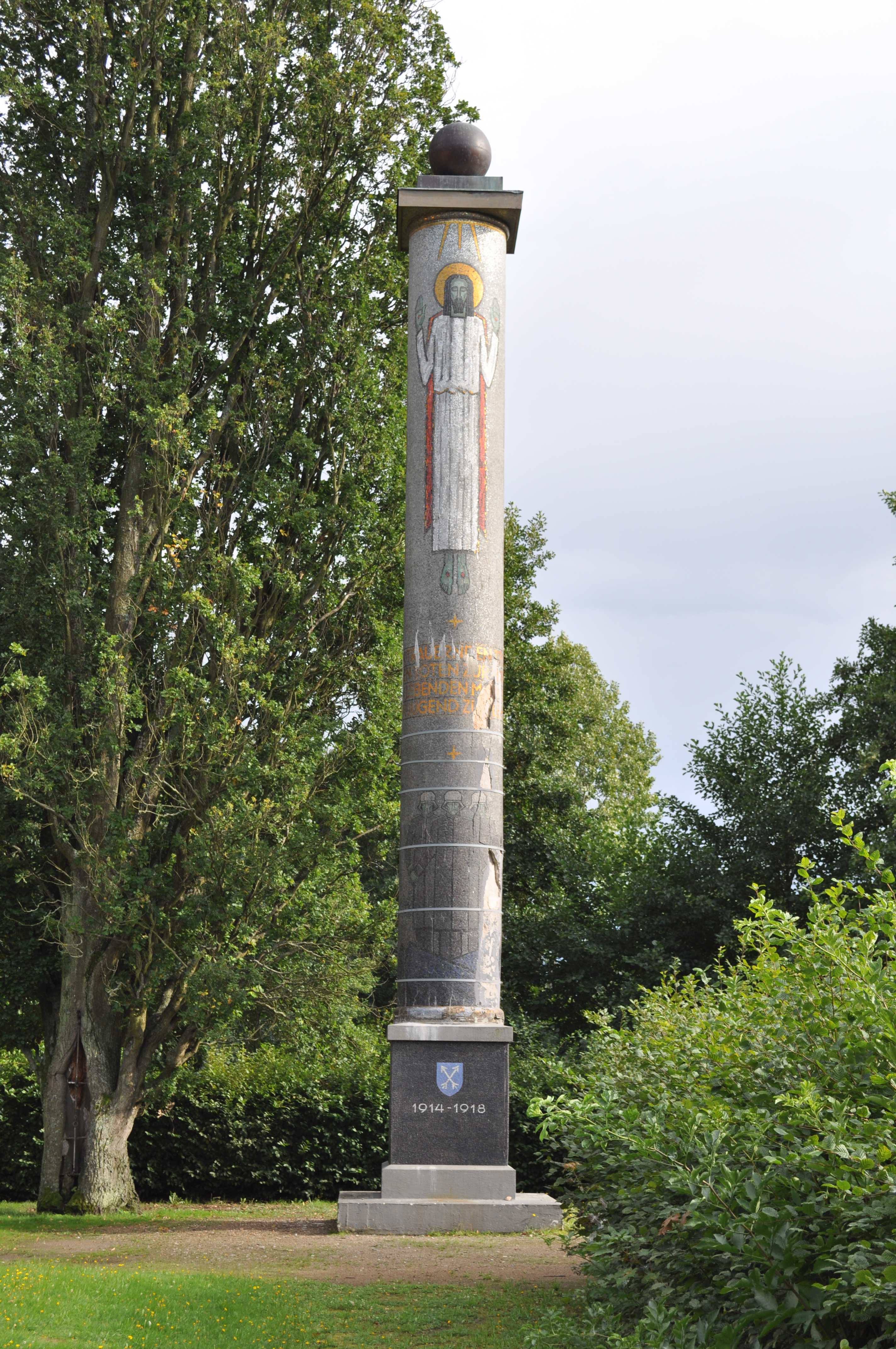
戦没者記念碑

#### クリストゥス教会
クリストゥス教会は、1913年にカールスルーエの建築家クルイェル & モーザーによってユーゲントシュティール様式で建設され、1914年に完成した。建設費は 226,484.92 マルクであった。現在保護文化財に指定されているこの教会は、オーバーウルゼル最大の福音主義教会である。
この教会堂はそれまでの福音主義教会、現在の「フェルディナント＝バルツァー＝ハウス」に替わるものであった。1855年10月24日に建設されたラーム門前のこの先代教会にはわずか200席しかなかった。これに対して、1910年12月1日時点でオーバーウルゼル（ボンメルスハイム、シュティールシュタット、ヴァイスキルヒェンを含む）には3,062人の福音主義住民が住んでいた。
建設用地は1911年に体操協会が取得した。民間団体との土地交換によって、現在の地所が形成された。教会自体は道路から 18 m 奥に建てられており、教会前広場が設けられている。教会の近くに戦争記念碑が建立されている。そこから公共の公園につながっている。
教会には、メインスペースに 504席、2階回廊に 464席が用意されている。長堂は他の教会のような長方形ではなく、ほぼ正方形である。内部には祭壇、講壇、オルガンが互いに軸となるよう配置されている。
この教会の印象的な要素の1つが、入り口上部と本堂の側面に設けられた9枚の彩色ガラス窓である。表現主義の芸術家アウグスト・バッベルガーによるこの作品は、イエスの生涯の重要な場面を描いている。
教会組織は1914年に 14,916マルクを費やして、総重量 5,400 kg の青銅製の鐘 4基（h, d', e', fis') を購入した。3つの大きな鐘は1917年に押収され、軍事目的のために鋳つぶされた。教会組織は多額の寄進のおかげで早くも1919年末には新しい3つの鐘を購入することができた。d' の鋼鉄製の鐘とe' と fis' の青銅製の鐘であった。しかし1940年4月29日に 3基の青銅製の鐘はまたもや押収され、鋳つぶされた。1949年12月13日に e' の青銅製の鐘が購入された。1961年にさらに h° の鐘が加わった。
ルートヴィヒスブルクの E. F. ヴァルカー & キー社のオルガンが1914年に設置された。このオルガンは、44のレジスターと約3000本のパイプを有しており、最も長いパイプは 7 m 近くにもなる。1966年にアルトヴァルムビューヒェンのヒレブラント社の新しいオルガンが建造された。この楽器は2007年に改良が加えられ、36レジスターの3つの新しい音色が追加された。
教会の近くに第一次世界大戦の戦没者記念碑がある。モザイクが施されたこの記念柱は、リーナ・フォン・シャウロートが元々はフランクフルトの女子平安教会のために設計したものであった。1919年のフランクフルトでの構想は実現しなかったため、27団体の主導によりオーバーウルゼルに移され、1930年10月12日に完成式典が開かれた。この記念柱のモザイクは劣悪な状態にある。記念碑の銘文は次のように刻まれている:「嘆く者に癒しを、死者に栄誉を、生者に警告を、若者に教訓を」。正方形の台座には。オーバーウルゼルの224人の死者の名前が刻まれている。柱の側面には、輝く衣装をまとった堂々としたキリストの姿がある。柱の下部には互いに手をつないだ1列の兵士が見られる。2010年の修復には17万ユーロがかかったが、その大部分は寄付によって賄われた。この記念柱は文化財リストに登録されている。

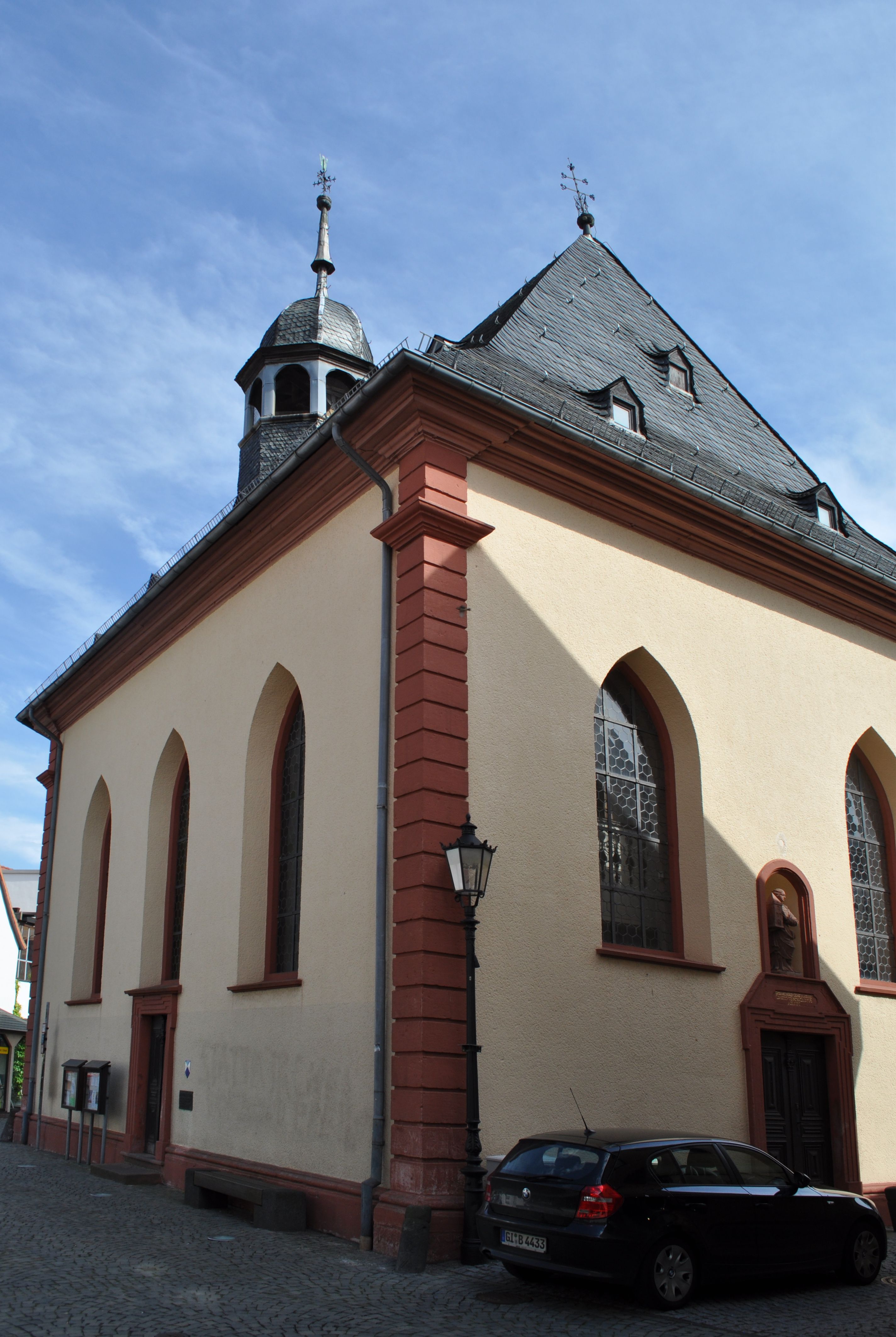
施療教会

#### 施療教会
カトリックの施療教会は、レンガ積み職人のマイスターであるヨハネス・シュトラッサーの設計に基づいて建設され、1728年7月1日にマインツの補佐司教アドルフ・シュネルナウアーによって聖別された。この教会は聖バルバラに献げられており、この教会の俗称「ベールベル」はこれに由来する。

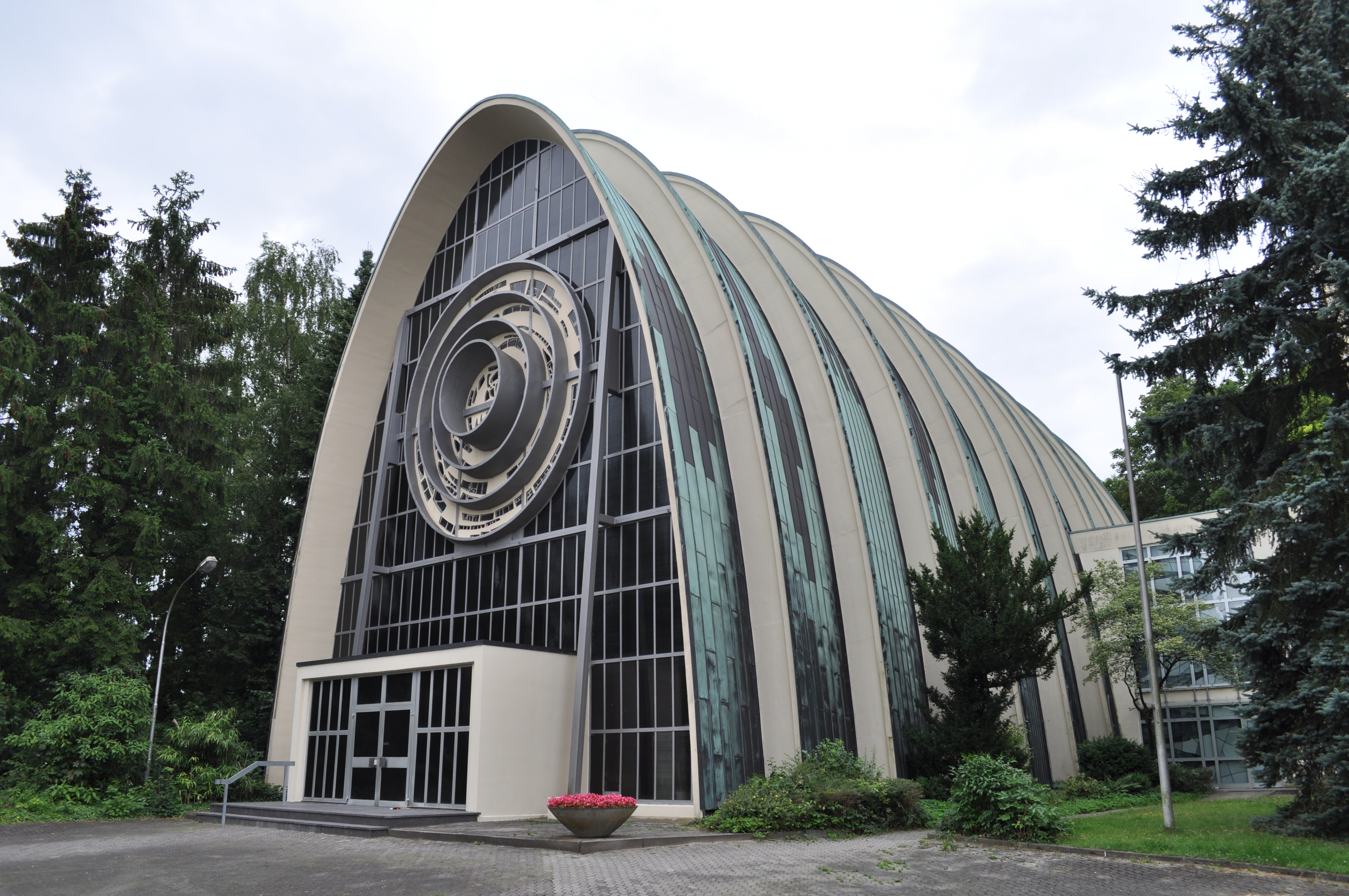
聖ヘドヴィヒ教会

#### 聖ヘドヴィヒ教会
聖ヘドヴィヒ教会は市の北部に建つ近代建築である。カトリックの聖ヘドヴィヒ教区は1960年12月1日に設けられたが、最初は固有の教会を持っていなかった。教会組織は旧工場跡地（「ゼンゼンヴェルク」＝「草刈り鎌工場」と俗称される）を購入し、工場解体後の1963年6月に教会建設を開始した。聖堂参事会員のハンス・ザイデナーターが1964年11月15日に礎石を据えた。この教会は、1966年5月14日に補佐司教ヴァルター・カンペによって聖別された。
この風変わりな建物では、放物線状のアーチ型の教会堂が目を惹く。このアーチ型屋根は銅板で葺かれており、典型的な緑青が生じている。この教会堂に高さ 32 m の重要感のある塔が接続している。教会には 500席が用意されており、さらに付属礼拝堂のために 30席がある。

### 人口推移
- 1542年: 1,100
- 1618年: 1,600
- 1648年: 600
- 1799年: 7,999
- 1959年: 11,000
- 1961年: 22,207[10]
- 1970年: 24,989[10]
- 1972年: 25,000（市町村再編前）
- 1972年: 37,000（市町村再編後）
- 2001年: 42,736
- 2005年: 43,190
- 2008年: 43,524
- 2010年: 43,879（1月1日）
- 2011年: 44,497（12月31日）
- 2012年: 44,817（12月31日）
- 2015年: 46,042（12月31日）[18]

市区別の人口は以下の通りである（2015年12月31日現在）。
- 中核市区（ボンメルスハイムを含む）: 29,597人
- オーバーシュテッテン: 6,460人
- シュティールシュタット: 5,257人
- ヴァイスキルヒェン: 4,728人

2015年12月31日時点の外国人比率は 16.6 % であった。その出身は120か国にわたる。特に多いのは、イタリア人、トルコ人、ポーランド人、韓国人、アメリカ人の順である。

## 行政

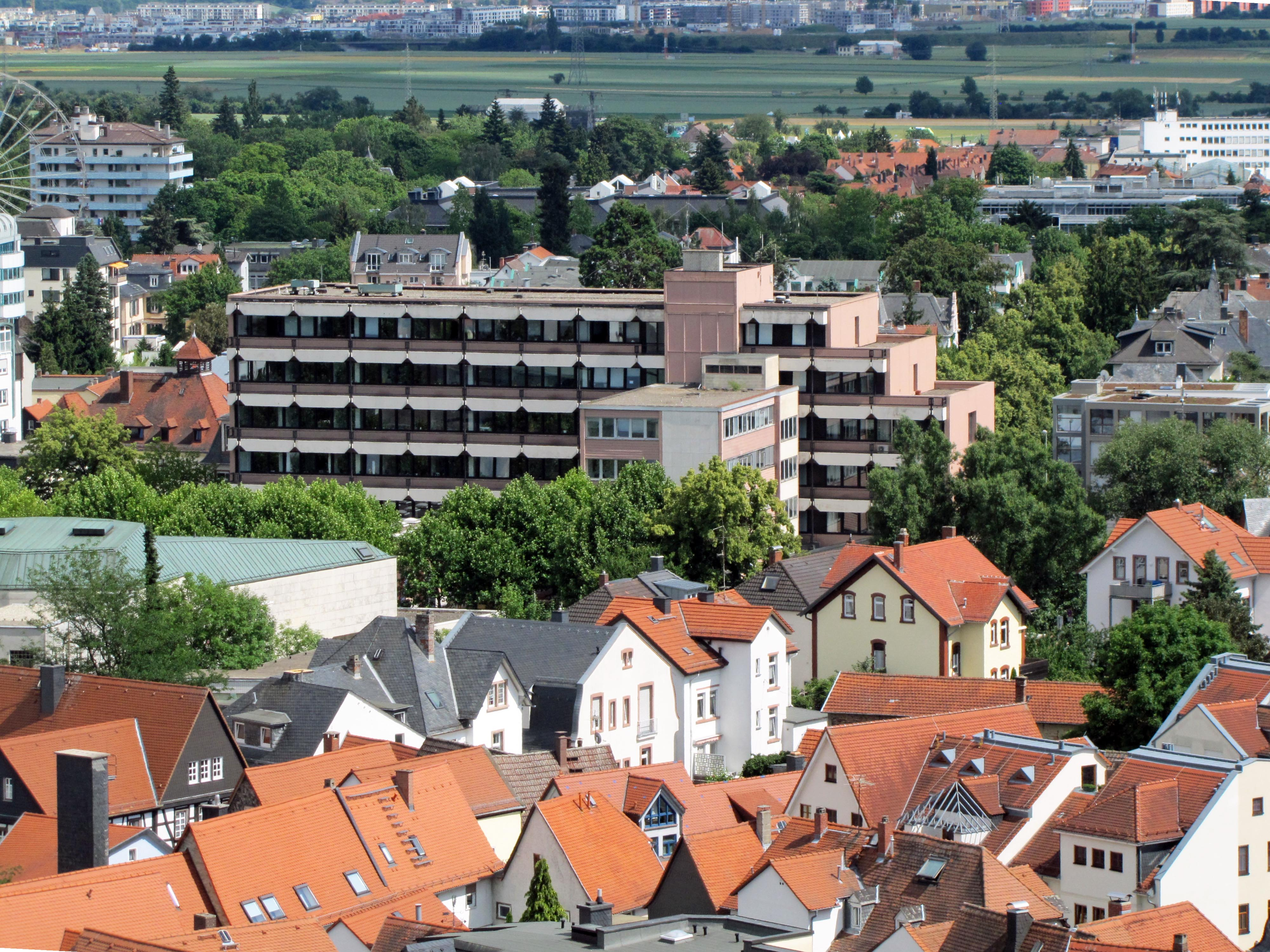
オーバーウルゼル (タウヌス) 市庁舎

### 市議会
市議会は、本市の最高機関である。議員は、5年ごとに選挙権を有する市民による直接選挙で選出される。選挙資格は、18歳以上のドイツ人またはEU加盟国の国籍を有する者で、3ヶ月以上前からこの街に住んでいることである。
2016年3月6日の選挙時点では、本市の市議会は45議席で構成されている。

### 市長
第二次世界大戦後の市長を列記する。
- 1946年 - 1960年: ハインリヒ・カップス (CDU)
- 1960年 - 1972年: ハインリヒ・バイル (CDU)
- 1972年 - 1978年: カールハインツ・プファッフ (SPD)
- 1978年 - 1990年: ルドルフ・ハルダース (CDU)
- 1990年 - 1996年: トーマス・シャードウ (CDU)
- 1996年 - 2003年: ゲルト・クレーマー (CDU)
- 2003年 - : ハンス＝ゲオルク・ブルム (SPD)

### 紋章
図柄: 青地。2本の赤い逆V字図形が描かれた銀の盾が置かれ、その上から半身を現した、赤い衣をまとい、金の冠を着け、金の後光が差す聖ウルズラ。その右手には3本の矢、左手には6本スポークの輪を掲げている。
元々3本あった逆V字図形は、この街が市に昇格した1444年当時にこの地を治めていたエッペンシュタイン家を示して。6本スポークのマインツの輪は1581年以降の領主であるマインツ選帝侯を表している。この紋章は1908年に逆V字図形を2本に減らした形で承認された。

### 姉妹都市
オーバーウルゼルは以下の自治体と姉妹都市協定を結んでいる
- エピネー＝シュル＝セーヌ（フランス、セーヌ＝サン＝ドニ県）1964年
- ラシュムア（イギリス、ハンプシャー）1989年
- ロモノソフ（ロシア、サンクトペテルブルク）2003年。2004年からサンクトペテルブルクの市区になっている。
- ウルセム（オランダ、北ホラント州、現在はコッヘンラント）1971年に現在のシュティールシュタット市区とのあいだで姉妹都市協定を締結し、1972年にオーバーウルゼルがこれを引き継いだ。この姉妹関係は主にシュティールシュタットがケアしている。

## 文化と見所

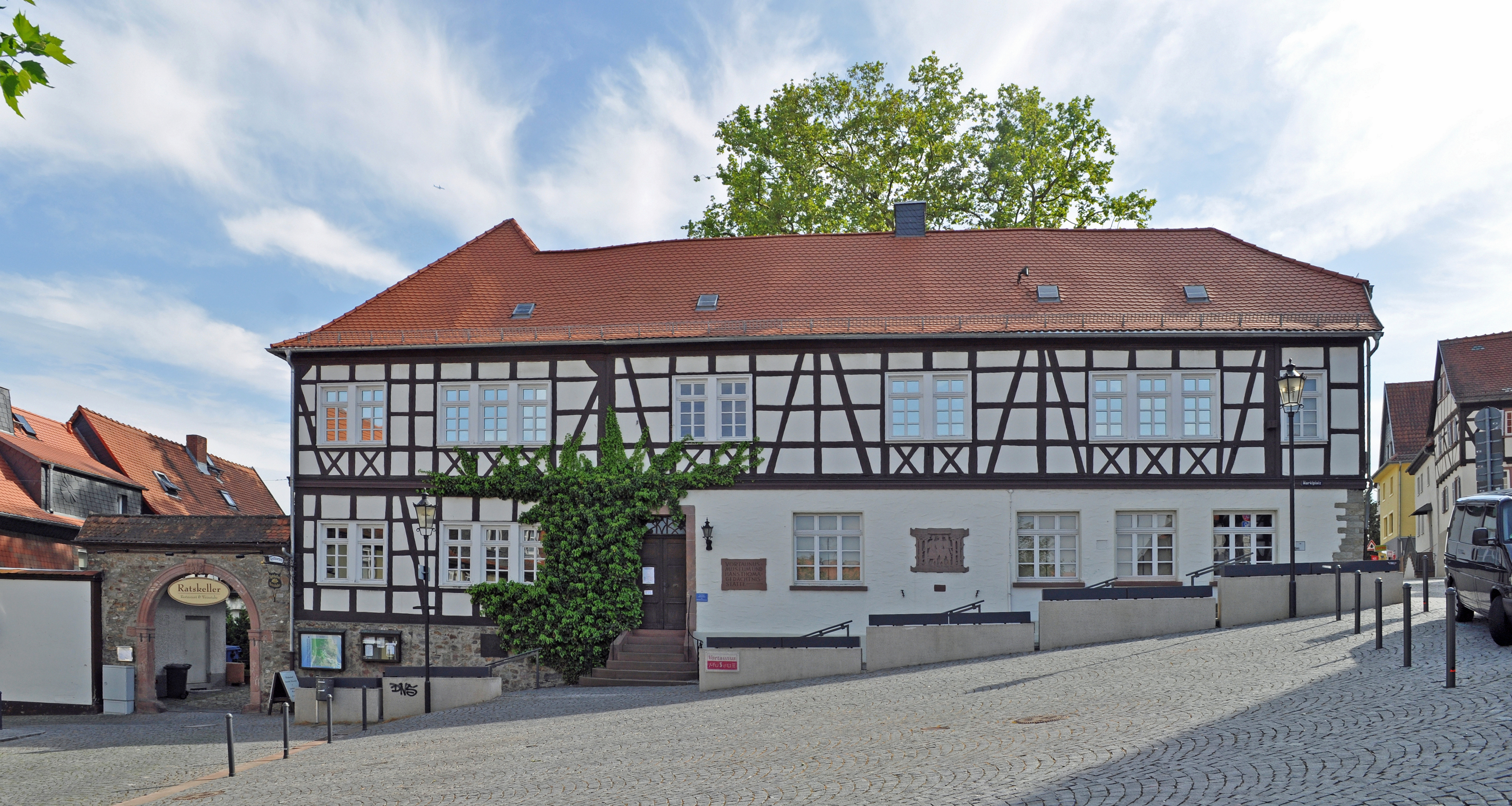
フォアタウヌス博物館

### 博物館
マルクト広場1番地にはフォアタウヌス博物館がある。この博物館の重点テーマは、街の歴史、ケルト時代の古代史（ハイデトレンク＝オッピドゥム）やオーバーウルゼルで生まれたボックスカートレースについてである。このほかに「ホーエ・ヴァハト」の塔博物館は、1000年前からの聖ウルズラ教会とその塔について展示している。

### 市立ホール
オーバーウルゼルの市立ホールについては、すでに1961年から議論がなされていた。1979年、市庁舎の向かい側で現在の市立ホールの建設が始まった。当時の金額で2300万ドイツマルク（現在のこの街の購買力は2600万ユーロ、1970年代半ばのそれは730万ドイツマルクであった）を費やし、かつてのゲッツェンミューレの場所に市立ホールは建設された。その基礎部分は250台駐車可能な地下駐車場となっている。これは、元々2500人収容可能な防空壕としても機能するよう設けられたものであった。市立ホールは1982年に開館し、映画館、サークルスペース、ケーゲル場、1170席の大コンサートホールがある。市立ホールの運営は1985年から市施設局が行っている。映画館は2001年以降経済的理由で閉鎖されている。

### 音楽
夏休み期間中にクンストグリフ協会は文化プログラム「オルシェラー・ゾンマー」を組織している。このイベントでは、地方バンドの野外コンサートや、市庁舎広場および博物館の中庭での映画上映がなされる。
聖母会支援サークルは聖母教会でクラシック音楽や現代音楽のコンサートを開催している。

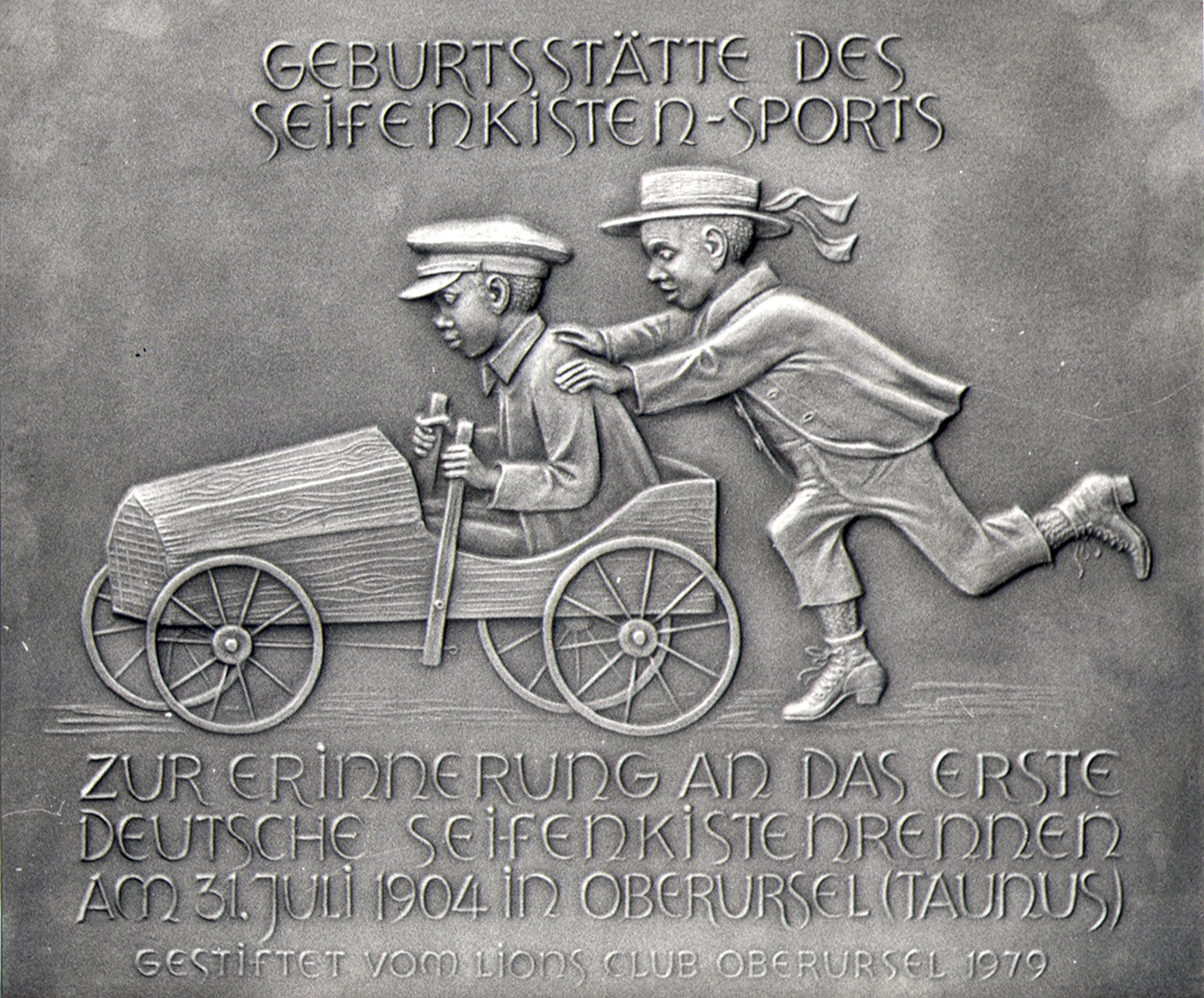
ドイツ初のボックスカートレース記念碑

### スポーツ
1904年7月31日にドイツで初めてのボックスカートレースがオーバーウルゼルで開催された。
オーバーウルゼル最大のスポーツクラブが TSGオーバーウルゼル (TSGO) である。TSGO にはハンドボール、バレーボール、バスケットボール、バドミントン、陸上競技、柔道、ダンス（スタンダードダンスとラテンダンス）の各部門がある。徒手体操およびフィットネス、器械体操、健康スポーツといった部門の機会も設けられている。このクラブのハンドボールチームはランデスリーガ・ミッテで活動している。TSGOは、ハンドボールのジュニアトーナメント「オルシェラー・ベムベル」に1976年から毎年参加している。この大会には最大14か国から125チームが参加した。オーバーウルゼルのブルンネンフェスト（直訳すると「泉祭」）では、TSGOは伝統的なブルンネンフェストレースを組織している。
1. FC 04 ヤング・ボーイズ・オーバーウルゼルのサッカーチームは1951年/1952年シーズンにヘッセン杯で優勝した（当時の名称は FC 04 オーバーウルゼル）。1. FFV オーバーウルゼルの女子サッカーチームはフランクフルト・グループリーグでプレイしている。このほかのサッカークラブには、アイントラハト/オーバーウルゼルがある。1921年に設立されたチェスクラブであるシャッハフェライン・オーバーウルゼルも成功したクラブで、2002年にヘッセン・ブリッツシャッハマイスターシャフトで優勝した。
テニスクラブ・オーバーウルゼル 1901 は、ドイツのテニスクラブの中で最も古いクラブの1つである。
2009年以降、オーバーウルゼルにはドイツデュアスロン選手権の短距離競技大会開催地となっている。主催者は、オーバーウルゼル水泳クラブ (SCO) のトライアスロン部門とドイツ・トライアスロン連盟との共催である。SCO のトライアスロン部門には約100人の会員が所属しており、何度もリーグ・チャンピオンを獲得した。スポーツの看板となるのは、トライアスロンブンデスリーガ2部の初代チャンピオンとなったことである。

### レジャー
オーバーウルゼル市施設局は屋内・屋外プール「タウナバート」を管理している。このプールは緑に囲まれているが、街の中心部に位置している。屋外プールの建設は1934年から1936年にかけて国家労働奉仕団によって行われた。戦後、このプールはアメリカ占領軍によって接収されたが、1954年からは完全に開放された。1937年6月7日にこのプールは一般公開された。オーバーウルゼル屋内プールは2008年9月に閉鎖された。この施設は技術的に老朽化しており、緊急な刷新が必要となったため、その管理について激しい議論がなされた。市議会の決議に応じて、1500万ユーロの資金でリニューアルが行われた。新しい「タウナバート」は、2014年12月に開館した。

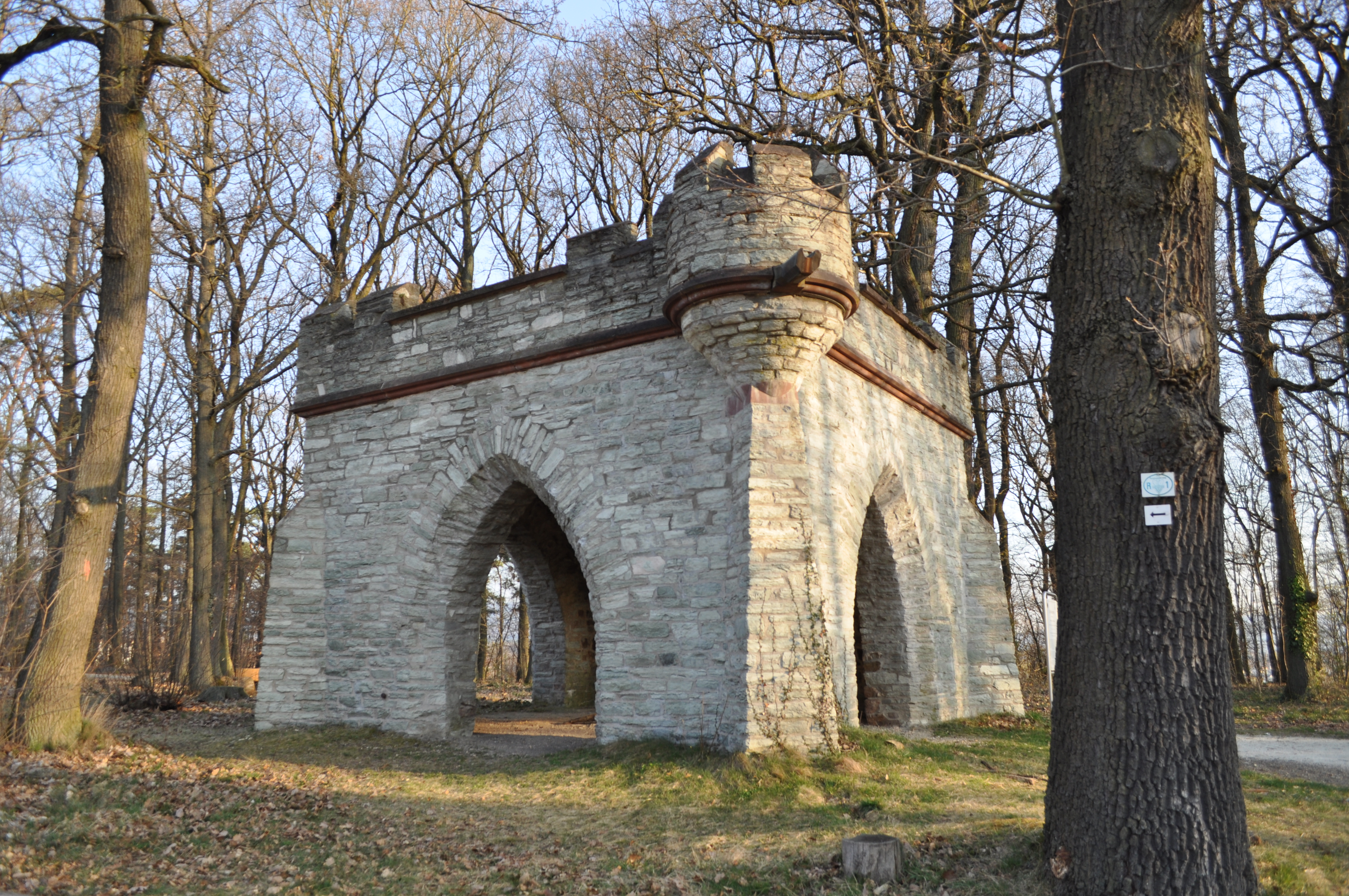
シラー塔

### シラー塔
フリードリヒ・フォン・シラーの栄誉をたたえて、オーバーウルゼル市民とタウヌスクラブによってシラー塔が建設された。公式な落成式典は1905年5月7日になされた。シラーの没後100年の命日に当たる1905年5月9日に一般公開された。
高さ 4 m の台座の上に 12.5 m の鋼鉄製の展望塔が設けられた。なだらかな山の上に位置しており、タウヌス山地、フランクフルトやライン＝マイン地方至る展望が得られた。1960年代初めに塔は改修された。やがて樹木が生長したことで見晴らしが悪くなった。1960年代にこの塔の所有者となった市は鉄塔を取り壊した。台座は遺されたが、老朽化が進んだ。
1986年にタウヌスクラブの主導で台座の修復がなされた。2007/2008年にも改めて修復が行われている。

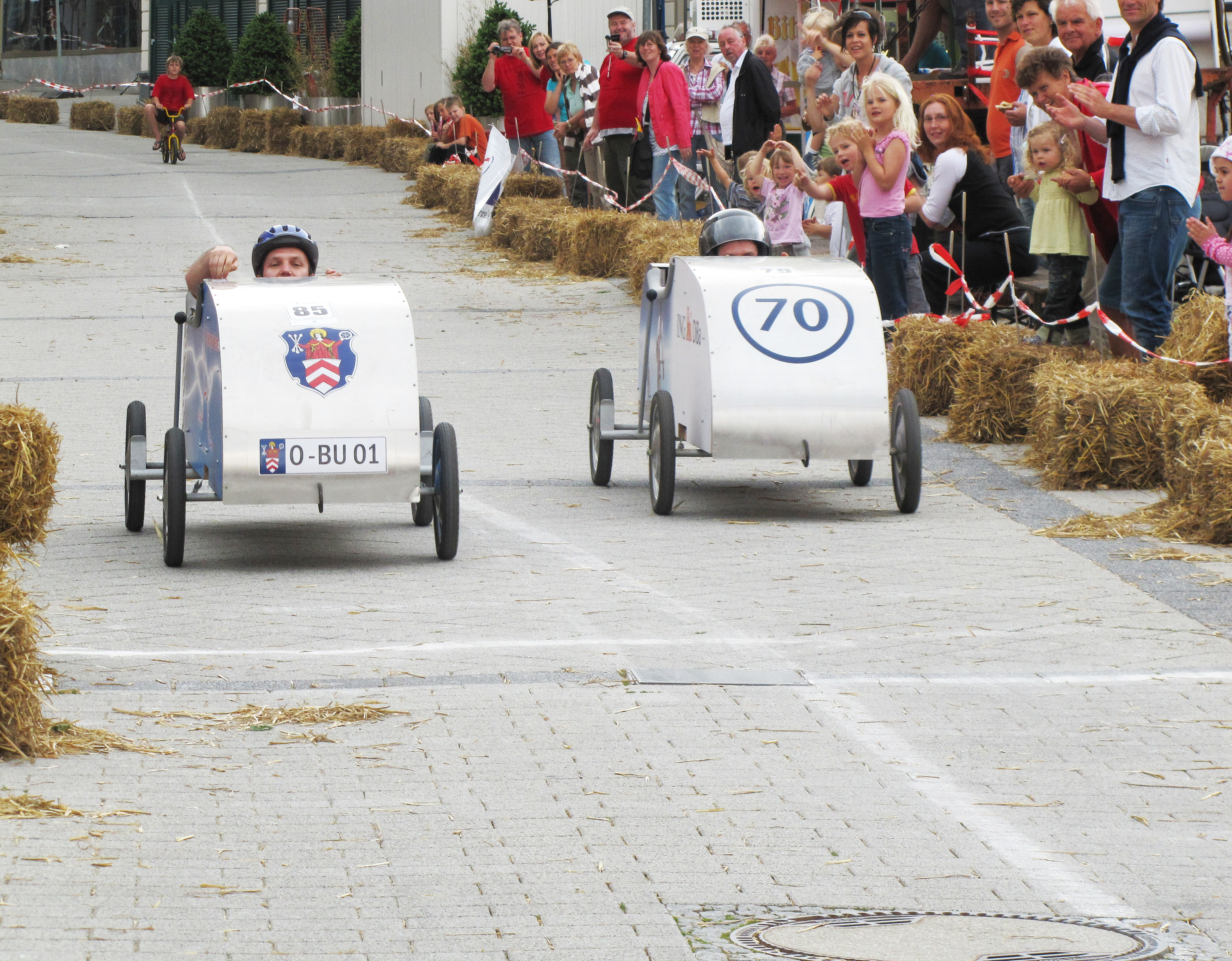
ボックスカートレース

### 年中行事
オーバーウルゼルの1年のハイライトが初夏の泉祭である。この祭には周辺地域から何千人もの人々が本市を訪れる。このほかにオーバーウルゼル住民は、タウヌスカーニバルパレード、マルクト広場でのラインガウのワイン祭、秋にブライヒェ祝祭広場で行われるタウヌス教会祭を毎年祝う。第1アドヴェントの週末に開催されるクリスマスマーケットでは、飲食のほかに手作りのクリスマス装飾がなされる。
旧市街のマルクト広場では、土曜日の午前中に食品と花の市場が開催される。
オーバーウルゼルでは、1904年からボックスカートレースが開催されている。この伝統行事は2年間中断した後2009年から、オーバーウルゼル市と「クンストグリフ」クラブとの共同で再び開催されるようになった。

### ヘッセンの日
オーバーウルゼル市は、2011年6月10日から19日まで、第51回ヘッセンの日の開催地となった。

## 経済と社会資本
オーバーウルゼルは、他のタウヌス地方の都市と同様に、人気の比較的高級な住宅地として知られている。オーバーウルゼル市は2013年に購買力インデックス 143 % （ドイツ全土の平均を 100 % とする指数）を示した。隣のケーニヒシュタイン (191 %)、クローンベルク (179 %)、バート・ホムブルク (156 %) がこれより高い値を示した。

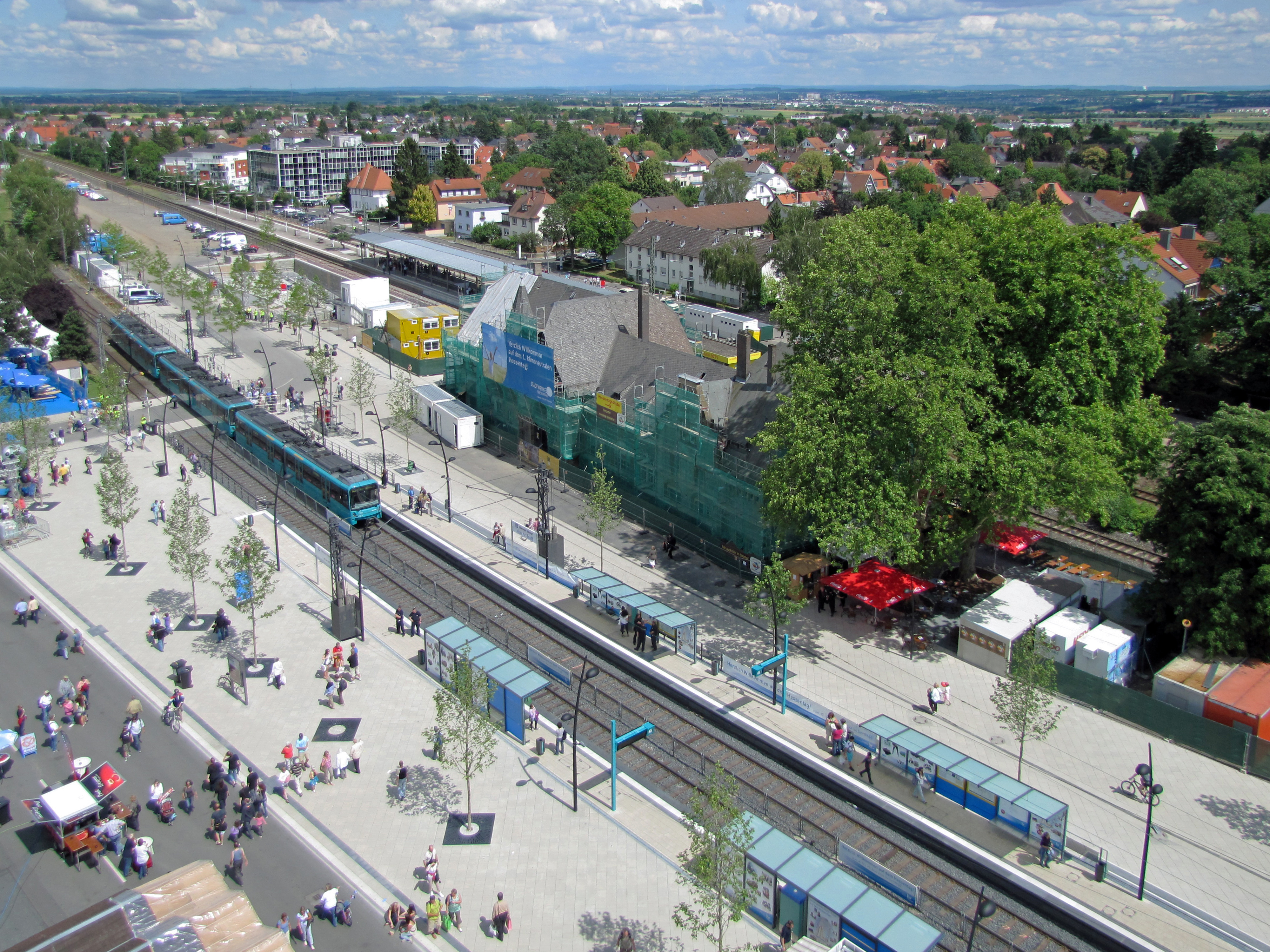
オーバーウルゼル駅とバスステーション

### 交通
オーバーウルゼルは、アウトバーン A661号線（オーバーウルゼル北インターチェンジおよびオーバーウルゼル中央インターチェンジ）経由でアクセスできる。A661号線は、近郊のバート・ホムブルク・ジャンクションで A5号線に接続している。フランクフルト国際空港へは約 20 分で到着できる。
オーバーウルゼルには6本のバス路線が運行している。このうち2本は高速バスである。また、週末にはこれに加えてフランクフルトのコンスタブラー・ヴァッヒェからの夜行バスもある。このほかにオーバーウルゼル市施設局が9本の独自の路線バスを毎日運行している。このうち3本は夕方のみの運行、3本はスクールバスである。駅には U3号線、S5号線（ホムブルク鉄道）およびタウヌス鉄道の列車が運行している。
1899年からオーバーウルゼルは市内鉄道路線を有している。フランクフルター・ローカル鉄道は当初、駅からホーエマルクまでを蒸気機関車で走行する軽便鉄道であったが、1910年に電化され、ホーエマルクトからオーバーウルゼル駅およびフランクフルト＝ヘッデルンハイムを経由してフランクフルト＝インネンシュタットに至る路面電車となった。現在は U3号線の一部をなっている。

### 地元企業
オーバーウルゼルには国際的に有名な企業が存在する。この街の重点産業分野は、保険・金融サービスおよび観光業で、その代理店がある。
現在オーバーウルゼルには、観光業コンツェルン「トーマス・クック AG」 および「エイビスレンタカー」の企業センターがある。保険分野の重要な雇用主としては、「アルテ・ライプツィガー」や「DA ダイレクト」が挙げられる。
オーバーウルゼルは、「ロールス＝ロイス・ドイチュラント」、「アウトテック」、「モーニアー・ブラース」、「バース・ガルヴァニーク」、「ヴェップラー・フィルター」といった国際的に活動する製造業者の本社あるいは事業所が存在する。現在では、「ホリバ・ヨーロッパ」、「メスコ」、「マイアー・ガステクニーク」といった測定・制御、プロセス工学系企業も存在している。「ツィンマー電子システム」(ZES) は精密測定技術分野の会社である。
自動車産業の事業者としては、日本の自動車メーカー「マツダ」はヴァイスキルヒェン地区に欧州マツダ・デザインセンターを有しており、アメリカ合衆国と日本にある別の2つのデザインセンターとともに、次世代自動車を開発するための新しいデザイン業務に取り組んでいる。

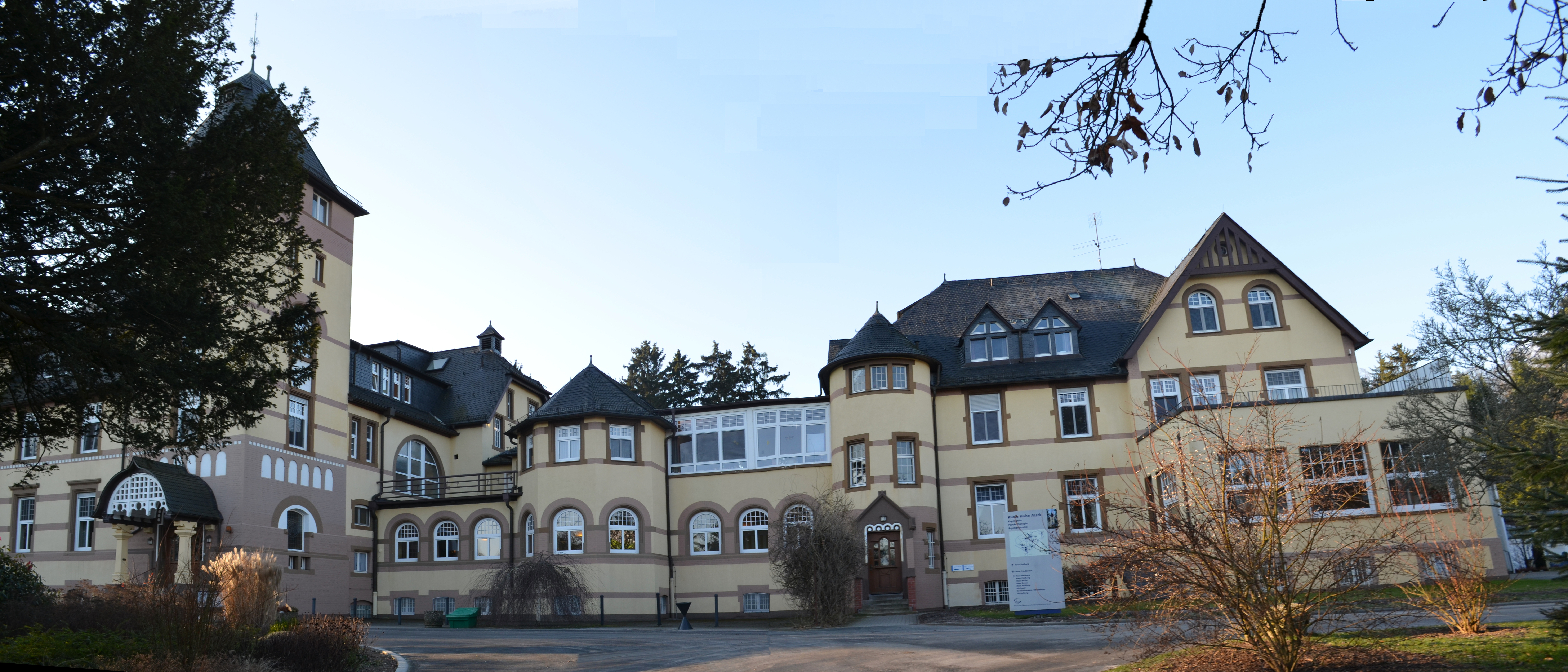
クリニーク・ホーエ・マルク本館

街の外れに、全国的に有名な精神・心理学療法の「クリニーク・ホーエ・マルク」がある。この病院はかつて、ヨーロッパ貴族の間で有名な病院であった。1933年にマールブルクに本拠を構える「ドイチェ・ゲマインシャフツ＝ディアコニーフェアバント」(DGD) が経営者となり、その傘下の病院として運営されている。
「次世代の権利財団」は、1996年からこの街に本拠を置いている。
ドイツ全土で活動する連盟の多くがオーバーウルゼルに拠点を置いている。

### メディア
オーバーウルゼルからのニュースは、「フランクフルター・ノイエ・プレッセ」や「フランクフルター・ルントシャウ」のホーホタウヌス版、あるいはわずかではあるが「フランクフルター・アルゲマイネ・ツァイトゥング」にも掲載される。さらに、ホーホタウヌス出版が無料の週刊紙「オーバーウルゼラー・ヴォーヒェ」を配布している。2010年9月13日からゴルマ・メディエンは「オーバーウルゼラー・シュタットクリーアー」を刊行している。エキュメニズムのパブリック・フォーラム「ツァイトゥング・クリティシャー・クリステン」はオーバーウルゼルに編集局がある。
オーバーウルゼルはヘッセン放送の2組の夫婦を描いた番組「Ich war eine glückliche Frau」（直訳すると「私は幸運な妻だった」）の舞台として使われた。放送は2016年の7月から8月にかけて行われた。
オーバーウルゼルには市立図書館が1館ある。所蔵するメディアは書物、音楽、映画などである。フィンケン出版もオーバーウルゼルに本社を置いており、幼稚園や学校のための学習玩具や教材を出版している。

### 教育

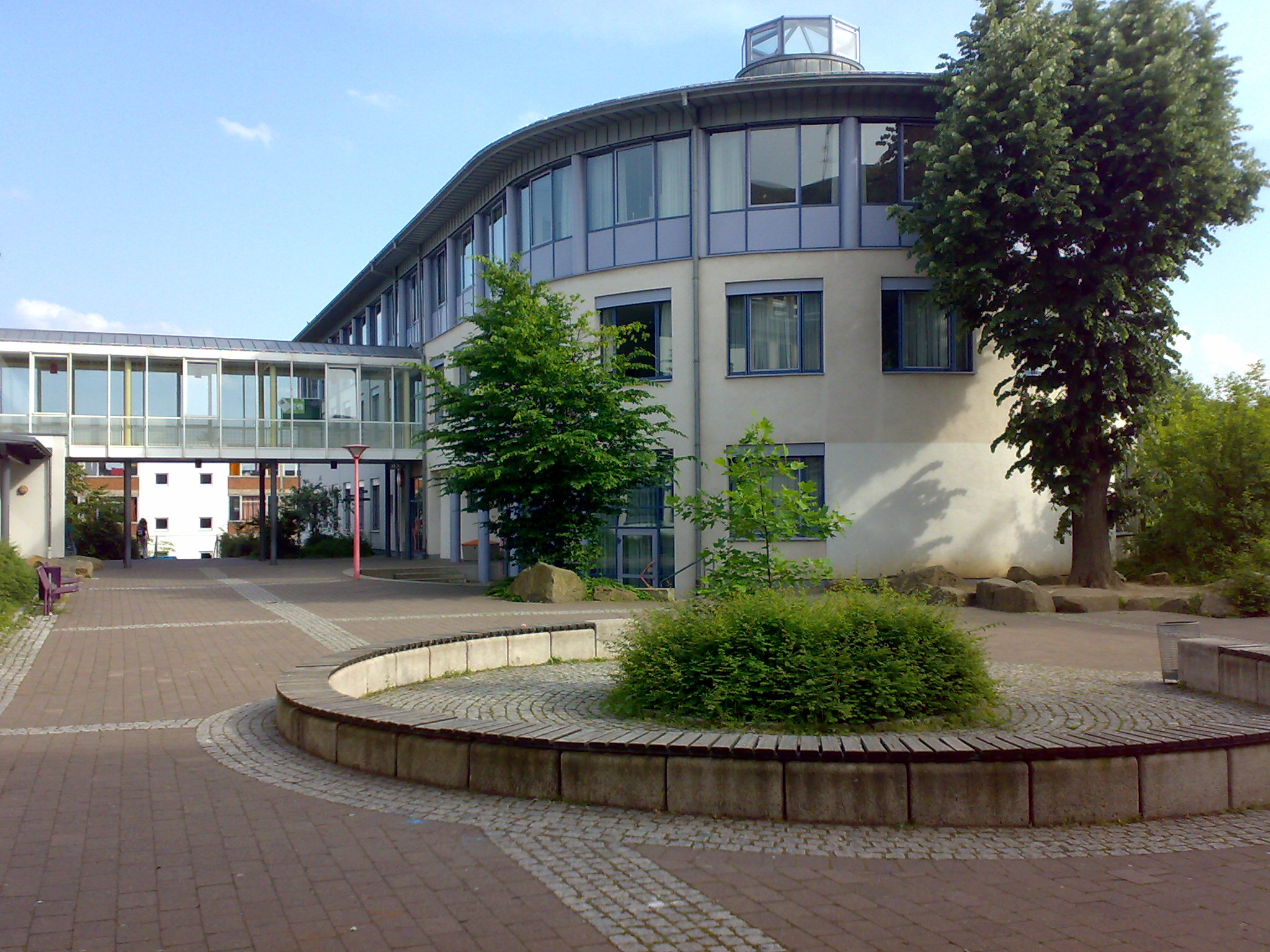
ギムナジウム・オーバーウルゼル

オーバーウルゼルはホーホタウヌス郡で最も重要な学園都市である。すべての地区に存在する合計7校の基礎課程学校のほかに、上級課程の学校としてギムナジウム・オーバーウルゼル、ウルゼルバッハ＝ギムナジウム、エーリヒ＝ケストナー＝シューレ（本課程・実科学校）、シュティールシュタット統合型総合学校がある。
養護学校としては、実践的教育指導のヘレン＝ケラー＝シューレ、学習補助と身体・情動発達援助のためのハンス＝トーマス＝シューレがある。
これに加えてオーバーウルゼルには、経済関連のフェルトベルクシューレ、ホーホタウヌスシューレ（職業ギムナジウムおよび職業学校）、フランクフルト・インターナショナル・スクールがある。
その他のオーバーウルゼルにある教育・訓練機関は以下のものがある。
- アルブレヒト＝シュトローシャイン＝シューレ、人智学根拠に基づく治療教育の学校
- 自由ヴァルドルフ学園フォルダータウヌス
- 社会教育学専門学校
- 独立福音主義＝ルター派教会（ドイツ語版、英語版）のルター派神学大学オーバーウルゼル
- BASA青年更正施設ホーホタウヌス
- 自然食専門アカデミー
- 連邦労働局の教育センター
- オーバーウルゼル市民大学
- 音楽学校オーバーウルゼル (タウヌス)
- ヨハン・ヴォルフガング・ゲーテ大学フランクフルト・アム・マインの養蜂学研究所
- SEB銀行の教育センター
- ヴィラ・ガンスはドイツ労働総同盟青年会（DGB-ユーゲント）の教育センターとして使われている。
- 舞台芸術アカデミー（演劇・音楽学校）

## 人物

### ゆかりの人物
- エラスムス・アルベルス（ドイツ語版、英語版）（1500年頃 - 1553年）神学者、宗教改革家、詩人
- ユルゲン・ポント（ドイツ語版、英語版）（1923年 - 1977年）ドレスナー銀行 CEO
- ディーター・ツェッチェ（1953年 - ）ダイムラー CEO
- アン・カトリーン・リンゼンホフ（ドイツ語版、英語版）（1960年 - ）馬場馬術選手。オーバーウルゼルに住まいを有しいている。
- アルミン・フェー（1961年 - ）サッカー選手。アイントラハト・フランクフルトに在籍中、オーバータウヌスに住んでいた。
- シャルロッテ・リンク（ドイツ語版、英語版）（1963年 - ）作家[36]
- カスパー・ヒュルマンド（1972年 - ）サッカー選手。1.FSVマインツ05在籍中オーバーウルゼルに住んでいた[37]
- ヨーン・デーゲンコルプ（1989年 - ）自転車競技選手。オーバーウルゼルに住まいを有している[38]
- ハリス・セフェロヴィッチ（1992年 - ）サッカー選手。アイントラハト・フランクフルトに在籍しており、オーバーウルゼルに住んでいる[39]

## 訳注
1. ↑  オーバーウルゼルの地元での呼び名